# Zgromadzenie na rzecz Mali
Zgromadzenie na rzecz Mali (fr. Rassemblement pour le Mali, RPM) – malijska centrolewicowa partia polityczna założona w 2001 roku przez byłego premiera Ibrahima Boubacara Keitę. Obecnie zajmuje 61 na 160 miejsc w malijskim parlamencie.
W wyborach prezydenckich przeprowadzonych 28 lipca i 11 sierpnia 2013, kandydat RPM Ibrahim Boubacar Keïta zdobył 77,61% głosów w drugiej turze i zapewnił sobie wybór na głowę państwa. 
Partia jest członkiem Międzynarodówki Socjalistycznej.